# 聖派屈克勳章

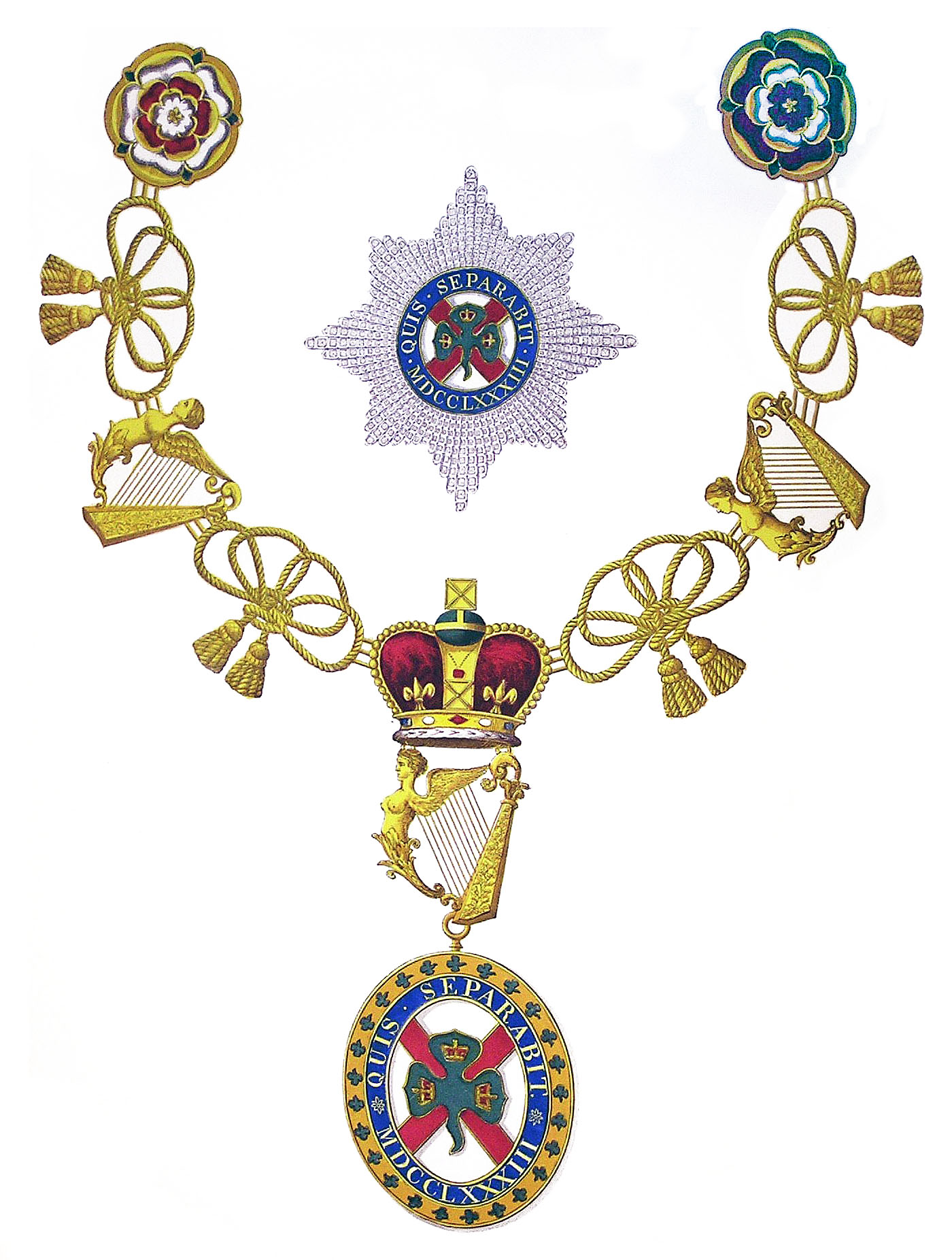
聖派屈克勳章

最傑出的聖派屈克勳章（英語：Most Illustrious Order of Saint Patrick），英國的騎士團榮譽勳章，使用於愛爾蘭地區。起源於1783年，在第一代白金漢公爵的請求下，由喬治三世創立。擁有這個勳章者，稱為聖派屈克騎士（knight of Saint Patrick）。這個傳統一直持續到1921年，大部份的愛爾蘭地區，獨立成為爱尔兰自由邦。在1936年後，英國不再有人被授與聖派屈克騎士這個頭銜，但是英國君主仍然擁有頒發這個勳章的權力。這個勳章的主保聖人為聖派屈克，其格言為「誰能使我們分離？」（拉丁語：Quis separabit?），這個格言來自於武加大譯本羅馬書中的一段話